# Zoológico municipal de Kioto

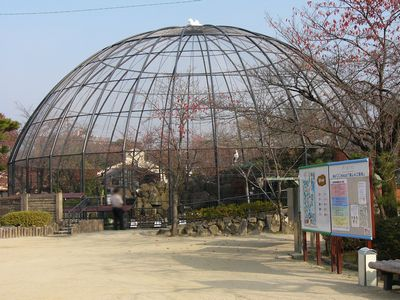
Pajarera del Zoo de Kioto.

El zoológico municipal de Kioto (京都市動物園?), está situado en la ciudad de su mismo nombre y fue inaugurado en 1903, convirtiéndose en el segundo parque zoológico más antiguo de Japón después del Ueno Zoo en Tokio.
Entre sus muchas atracciones se encuentra una gran pajarera con forma de cúpula que encierra una interesante colección de patos y otras aves.